# Prairie City (Iowa)
Prairie City é uma cidade localizada no estado americano de Iowa, no Condado de Jasper.

## Demografia
Segundo o censo americano de 2000, a sua população era de 1365 habitantes.
Em 2006, foi estimada uma população de 1450, um aumento de 85 (6.2%).

## Geografia
De acordo com o United States Census Bureau tem uma área de
3,0 km², dos quais 3,0 km² cobertos por terra e 0,0 km² cobertos por água. Prairie City localiza-se a aproximadamente 283 m acima do nível do mar.

## Localidades na vizinhança
O diagrama seguinte representa as localidades num raio de 16 km ao redor de Prairie City.